# Tapurah
Tapurah é um município brasileiro do estado de Mato Grosso. Localiza-se na Mesorregião do Norte Mato-Grossense e na Microrregião de Alto Teles Pires. Sua população estimada em 2020 é de 14.046 habitantes.

## História
Tapurah recebeu status de município pela Lei Estadual nº 5.316 de 4 de Julho de 1988, com território desmembrado de Diamantino.
A instalação de madeireiras criou as primeiras oportunidades de emprego e atraiu novos moradores. Em 30 de novembro de 1981, pela Lei Estadual nº 4.407, foi criado o distrito de Tapurah, no município de Diamantino.  A criação do município se deu em 4 de julho de 1988,  por meio  da Lei Estadual nº 5.316, sancionada pelo então governador Carlos Gomes Bezerra. O autor do projeto de lei que criou o município foi o então deputado estadual Hermes de Abreu. Em 2000, as localidades de Ipiranga do Norte e Itanhangá, oriundas de assentamento de reforma agrária, foram desmembradas do município de Tapurah, pelas leis estaduais 7.265 e 7.266, respectivamente, ambas datadas de 29 de março de 2000. Os dois novos municípios foram efetivamente instalados em 2005.

## Economia
Segundo o IBGE 2019 Tapurah possui um PIB de R$ 879.338.490,00 (oitocentos e setenta e nove milhões trezentos e trinta e oito mil e quatrocentos e noventa reais).
Os valores que compõem o PIB do município de Tapurah são oriundos principalmente da atividade agropecuária, que contribuí com cerca de 452 milhões de reais para formação do indicador, seguido do setor de serviços com cerc de 218 milhões e Indústria com aproximadamente cerca de 48 milhões de reais.
O PIB per capita medido pelo IBGE em 2019 para Tapurah alcançou o índice de R$ 64.161,87(sessenta e quatro mil cento e sessenta e um reais e oitenta centavos), muito acima da média nacional que naquele ano chegou ao valor de R$ 35.161,70 (trinta e cinco mil cento e sessenta e um reais e setenta centavos), o que demostra a pujança economica da região.
Encravado no médio norte matogrossense, Tapurah demonstra inegável aptidão agrícola, impulsionada pela força do agronegócio, carro-chefe da economia brasleira. Destaca-se no cultivo de soja, algodão, milho e outros cultivos, além de ostentar o título de Capital da Suinocultura matogrossense (LEI Nº 10.401, DE 19 DE MAIO DE 2016), em vista da elevada importância do município para o setor.

## Geografia

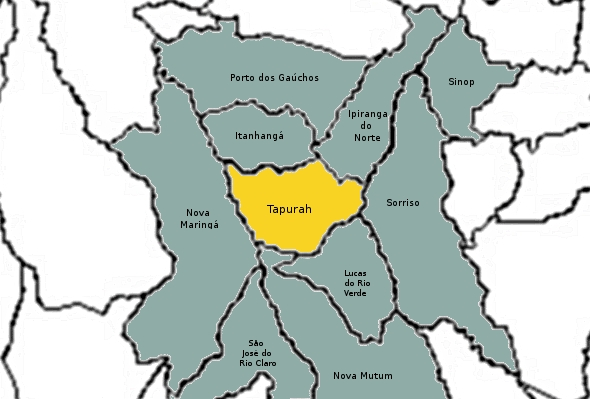

Localiza-se a uma latitude 12º47'06" sul e a uma longitude 56º32'30" oeste, estando a uma altitude de 393 metros. Possui uma área de 11645,1 km².
Pertence a grande Bacia Amazônica, para essa bacia contribui a Bacia do Juruena, que recebe os rios Arinos e Teles Pires. Por sua vez, o Arinos recebe, pela esquerda, os rios São Wenceslau. São Miguel e Souza Azevedo. Já o Teles Pires, também recebe, pela esquerda, o Rio Verde.

### Clima
Clima predominante é Equatorial quente e úmido com 4 meses de seca, de maio a agosto. Precipitação anual de 2.000 mm. Com intensidade máxima em janeiro e março, a temperatura média anual de 24ºC, máxima 40ºC, e menor mínima 4ºC.